# KISENA.H
KISENA.H（キセナ・エイチ）は、日本のシンガーソングライター、作詞家、作曲家、音楽プロデューサー。自身のレーベル「HORIZON WITHOUT BORDERS」を主宰し、ジャンルにとらわれない独自の音楽スタイルで活動している。2025年に1stシングル『Sepia Gold』を発表し、アーティスト活動を本格始動した。

## 経歴
KISENA.Hは、音楽・映像・プロデュースを一貫して自ら手がけるソロアーティスト。音楽制作だけでなく、あらゆるデザインやその他ディレクション、編集まで自身で行うセルフプロデュース型アーティストとして注目されている。
2025年6月20日、自身初の楽曲『Sepia Gold』をデジタルリリース。歌詞とメロディの双方に、切なさや儚さを想起させる要素が盛り込まれている。映像は80年代後半から90年代初頭の空気感を思わせる。ミュージックビデオには、オスカープロモーション所属の俳優・井本彩花を主演に迎え、記憶の奥にある“光の残像”を描いた映像作品として公開された。

## 活動スタイルと特徴
- 楽曲制作、ジャケットデザイン、MV制作、広報活動までを一貫して自ら統括するセルフプロデュース型[3]。
- アーティスト名「KISENA.H」の由来やプロフィールなどは非公開で、作品を通じてメッセージを伝えるスタンスを貫いている[3]。
- レーベル名「HORIZON WITHOUT BORDERS（国境のない水平線）」には、ジャンルや国境などの枠にとらわれない自由な表現を志向する意図が込められている[1]。

## ディスコグラフィ

### デジタルシングル
- Sepia Gold

配信日：2025年6月20日
作詞・作曲：KISENA.H

## ミュージックビデオ
- Sepia Gold

公開日：2025年6月14日
監督・シナリオ：KISENA.H
主演：井本彩花（オスカープロモーション）。